# Хондиус, Абрахам
Абрахам Даниельсон Хондиус, также Абрахам де Хондт (нидерл. Abraham Hondius; 1625, Роттердам — 1691, Лондон) — голландский художник и гравёр эпохи барокко, известен своими изображениями животных. 

## Жизнь и творчество
Хондиус родился в семье городского каменщика, Даниэля Абрамса де Хондта. Учился живописи у Питера де Блота и Корнелиса Сафтлевена. Он жил в Роттердаме до 1659 года и затем переехал в Амстердам. Хондиус был известен в первую очередь как художник-анималист: две трети его работ посвящены животным. Начиная с 1666 года художник проживал в Лондоне, где провёл остаток своей жизни. Здесь он писал также виды на улицы и площади города, на реку Темзу, на лондонские мосты. Последняя из известных работ Хондиуса — «Сражение обезьянки и кота из-за мёртвой птицы» — датируется 1690 годом.
Умер в 1691 году.

## Оценки
В конце XIX — начале XX века на страницах «Энциклопедического словаря Брокгауза и Ефрона» российский искусствовед А. И. Сомов оставил следующий отзыв о творчестве Хондиуса: «По натуральности своих композиций, смелости исполнения и ловкости кисти мог бы считаться первоклассным художником, если бы его колорит был менее красочен и более гармоничен, а рисунок не грешил некоторою небрежностью».

## Галерея

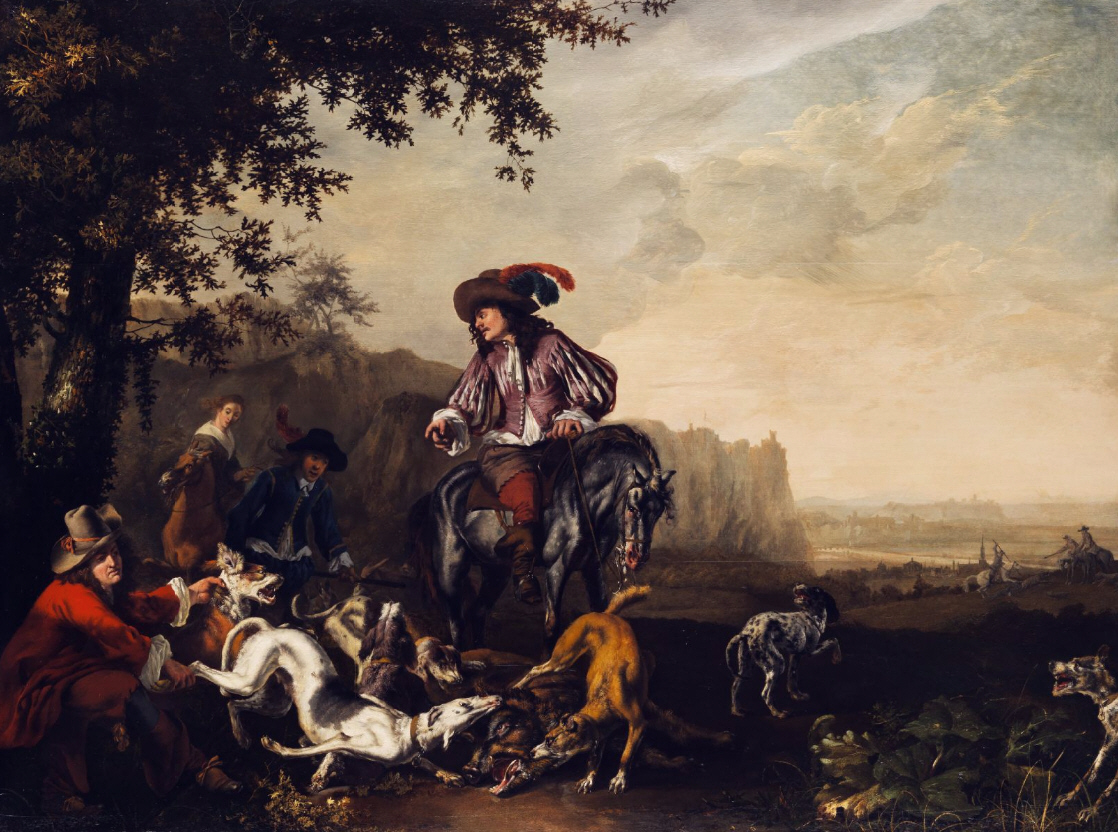
Аристократ со свитой на охоте
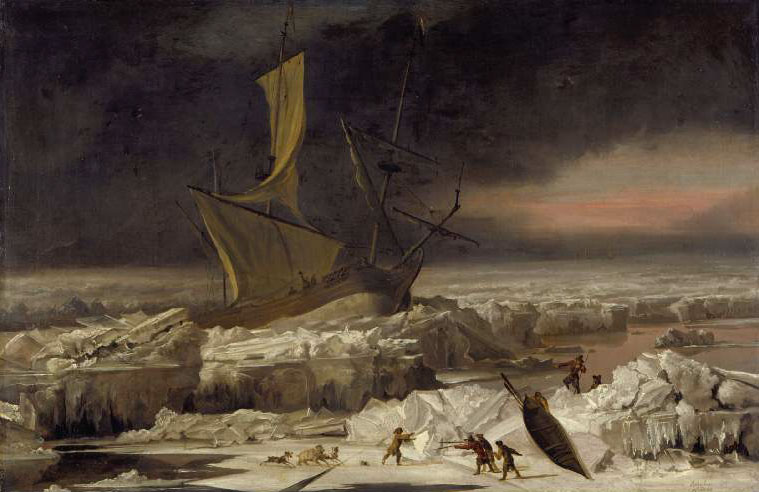
Арктическое путешествие (1677)
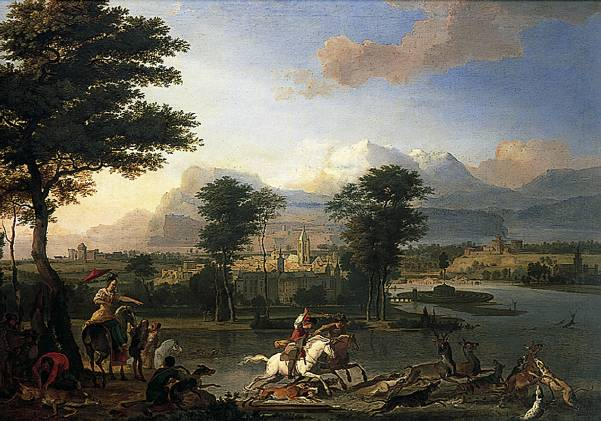
Оленья охота (1675)